# 日本エステティック振興協議会
日本エステティック振興協議会（にほんエステティックしんこうきょうぎかい）は、エステティックの健全な発展を目指し、日本エステティック協会・日本エステティック業協会・日本エステティック工業会の3団体によって構成されている一般社団法人。

## 解説
経済産業省の指導を受けているほか、厚生労働省所轄の日本エステティック研究財団と協力関係にある。
エステティックサービスを消費者が安心・安全に利用できるよう、講習会や研究、書籍の出版など、さまざまな活動を行っている。